# Сегура-де-ла-Сьєрра
Сегура-де-ла-Сьєрра (ісп. Segura de la Sierra) — муніципалітет в Іспанії, у складі автономної спільноти Андалусія, у провінції Хаен. Населення — 2026 осіб (2010).
Муніципалітет розташований на відстані близько 250 км на південь від Мадрида, 120 км на північний схід від Хаена.
На території муніципалітету розташовані такі населені пункти: (дані про населення за 2010 рік)
- Арройо-Каналес: 82 особи
- Арройо-Фріо: 27 осіб
- Ель-Батан: 74 особи
- Карраско: 147 осіб
- Катена-Альто: 18 осіб
- Кортіхос-Нуевос: 1001 особа
- Лас-Хунтас: 9 осіб
- Ель-Охуело: 211 осіб
- Пантано-дель-Гуадальмена: 8 осіб
- Ель-Пуерто: 11 осіб
- Ріорнос: 36 осіб
- Ель-Робледо: 125 осіб
- Сегура-де-ла-Сьєрра: 277 осіб

## Демографія
Динаміка населення (INE ):

## Галерея зображень

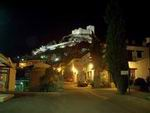
Нічний вид